# 岩根山浪右エ門
岩根山 浪右エ門（いわねやま なみえもん）は、江戸時代の大相撲の第32代大関。
明和5年（1768年）冬場所(11月)、東大関として初土俵を踏み（ただし当場所の番付は現存せず、出場者名による推定番付）、2勝2敗4休の成績だった。翌明和6年（1769年）春場所(4月)はいっぺんに東二段目5枚目まで陥落し、2勝5敗（7日目成績不明）の成績を残したのを最後に江戸相撲は2場所務めただけで脱退し、大坂相撲(同年7月)・京都相撲(同年8月)へと移り、上取に名を出した。

## 主な成績（江戸）
- 通算成績：4勝7敗4休
- 大関成績：2勝2敗4休

| 1768年 | x               | 東大関 2–2–4 |
| 1769年 | 東幕下5枚目 2–5 | x            |
| 各欄の数字は、「勝ち-負け-休場」を示す。 優勝 引退 休場 十両 幕下 三賞：敢=敢闘賞、殊=殊勲賞、技=技能賞 その他：★=金星 番付階級：幕内 - 十両 - 幕下 - 三段目 - 序二段 - 序ノ口 幕内序列：横綱 - 大関 - 関脇 - 小結 - 前頭（「#数字」は各位内の序列） |                 |              |

- この成績表でテンプレートの仕様上「幕下」となっている部分は、番付表の上から二段目であるため、「二段目」と呼ぶ方が正確である。当時は段ごとに力士の地位を待遇差で区別する発想がまだ確立しておらず、二段目以下でも番付表で「前頭」（「同」表記でない）と書かれている部分までは「幕内格」と見るべきだという説がある。